# Gregory Vanderpool
Gregory Vanderpool (3 maart 1996) is een Barbadiaans wielrenner.

## Carrière
In 2017 werd Vanderpool nationaal kampioen op de weg, nadat hij de broers Jesse en Joshua Kelly naar de dichtste ereplaatsen had verwezen.                          Vanderpool werd in 2019 & 2022 eveneens nationaal kampioen op de weg.

## Overwinningen
2017
 Barbadiaans kampioen op de weg, Elite
2019
 Barbadiaans kampioen op de weg, Elite
2022
 Barbadiaans kampioen op de weg, Elite